# Silvaplana
Silvaplana (tyska) eller Silvaplauna (rätoromanska) är en ort och kommun i regionen Maloja i kantonen Graubünden, Schweiz. Kommunen har 1 089 invånare (2023). Den ligger i övre delen av dalen Oberengadin, en halvmil sydväst om turism- och regioncentrumet Sankt Moritz.
I kommunen finns även byarna Surlej och Champfer.

## Språk
Det traditionella språket är det rätoromanska idiomet puter. Redan vid mitten av 1800-talet började dock tyska språket vinna insteg, och strax efter sekelskiftet 1900 var halva befolkningen tyskspråkig. De rätoromansktalande minskade inte i antal, däremot i andel av den växande befolkningen. I slutet av 1900-talet har dock rätoromanerna minskat även i absoluta tal, och vid folkräkningen 2000 utgjorde de endast en tiondel av befolkningen. Skolundevisningen är tysk-rätoromanskt tvåspråkig. 

## Religion
Kyrkan i Silvaplana blev reformert 1556. Som en följd av omfattande inflyttning är dock halva befolkningen numera katoliker, och de har sedan 1963 en egen kyrka.